# Общинное правосудие
Общи́нное правосу́дие — система институтов и процедур, обеспечивающая разрешение правовых споров в соответствии с принципом справедливости в рамках определённой общины силами самой общины.
Общинное правосудие возникло в первобытном обществе и было единственным типом правосудия до появления государства. До периода Нового времени общинная юстиция действовала параллельно с государственной. Складывающиеся централизованные государства эпохи Модерна постепенно вытеснили её на периферию правовой жизни, и в развитых странах она практически исчезла. В наше время общинное правосудие широко распространено в развивающихся странах, где государственные институты недостаточно сильны для того, чтобы в полной мере обеспечивать правопорядок. Институты общинной юстиции функционируют также у общностей, сохраняющих традиционный образ жизни (коренные народы, цыгане и т. д.).
В последние десятилетия получило определённое распространение в некоторых развитых странах (США, Канада, Австралия) как средство разгрузки судебной системы и установления более гармоничных отношений в локальных сообществах.

## В истории России
Общинное правосудие в древней Руси возникло как суд родовой общины, члены которой были связаны между собой кровными узами, и изначально распространяло свою юрисдикцию только на лиц, состоявших в ней. Со временем ввиду расширения территории проживания общины и усилением процессов миграции персональная юрисдикция общинного суда дополнилась территориальной путем включения в неё лиц, не принадлежащих к данной общине по родовому признаку, но проживавших на её территории. Общинный суд отправлялся на вече — сходе всех жителей данной общины. В ранний период формирования восточнославянской государственности (IX в.) князья выступали скорее как арбитры, нежели судьи.
По мере становления и укрепления государственной власти в лице князя юрисдикция общинных судов сужается. Несмотря на это общинный коллектив в течение всего периода Средних веков сохранял не только юрисдикцию по имущественным, земельным и иным спорам, но и право уголовного преследования в отношении своих членов: за совершенные преступления они могли быть изгнаны, выданы потерпевшему или даже казнены .
В Российской Империи органами общинного правосудия были староста, сельский сход, сельский суд, суд стариков, волостной сход.